# Oysterhead
Gli Oysterhead sono una band nata dall'incontro di tre grandi del panorama musicale mondiale: Stewart Copeland dei Police alla batteria, Les Claypool dei Primus (voce e basso) e Trey Anastasio dei Phish alla chitarra.

## Storia del gruppo
Questo supergruppo nasce dall'incontro fra tre musicisti provenienti da band di successo, come Trey Anastasio dei Phish, Les Claypool dei Primus e Stewart Copeland dei Police, e con background musicali molto differenti tra di loro. La musica degli Oysterhead è in sintesi, il risultato dell'unione dei generi che ognuno dei componenti della band pratica con il proprio gruppo. Possiamo quindi trovare all'interno delle composizioni del gruppo, generi come il funk metal dei Primus, il reggae dei Police, e tutta la serie di generi toccati dai Phish, che spaziano (tra gli altri) dal jazz al country, passando per il blues e per il metal.
La band si formò originariamente per eseguire un solo concerto, cosa che avvenne il 4 maggio del 2000 al Saenger Theater di New Orleans, Louisiana, concerto nel quale la band eseguì pezzi per la maggior parte di composizione originale. Dopo questa esibizione, nel 2001 gli Oysterhead si ritrovano insieme, questa volta per registrare un disco, The Grand Pecking Order, che presenta nove nuovi pezzi. In seguito alla realizzazione dell'album, i tre fecero un breve tour promozionale nel nord America. Una buona pubblicità per l'album e per il tour fu guadagnata dall'esecuzione del pezzo Oz Is Ever Floating al talk show, in onda sulla rete televisiva americana NBC, Late Night with Conan O'Brien. Alla fine del tour, la band si separò e i componenti tornarono a seguire i propri progetti.
Nel 2005, Les Claypool si unì a Trey Anastasio durante la sua esibizione al 10.000 Lakes Festival, tenutosi a Detroit Lakes nel Minnesota, festival dove Claypool si esibì anche da solo, per eseguire il pezzo Oz Is Ever Floating. Si sono ritrovati assieme anche al festival Vegoose, manifestazione che si tiene in diversi siti a Las Vegas, Nevada, durante la festa di Halloween, il 29 ed il 30 ottobre, e durante un'intervista i due hanno detto che potrebbe esserci la possibilità di riformare il trio per un nuovo album.

## Formazione
- Les Claypool - voce e basso
- Trey Anastasio - chitarra
- Stewart Copeland - batteria

## Discografia
- 2001 - The Grand Pecking Order